# Zadra (attrazione)
Zadra è una montagna russa ibrida del parco di divertimenti Energylandia, presso Zator, in Polonia. Prodotta dall'azienda statunitense Rocky Mountain Construction, l'attrazione è stata aperta nel 2019. Utilizza uno specifico stile di struttura, denominato I-Box Track, che consiste in un binario in acciaio sorretto da supporti in legno. Zadra raggiunge un'altezza di 63, 8 metri, una velocità massima di 121 km/h e presenta tre inversioni.

## Storia

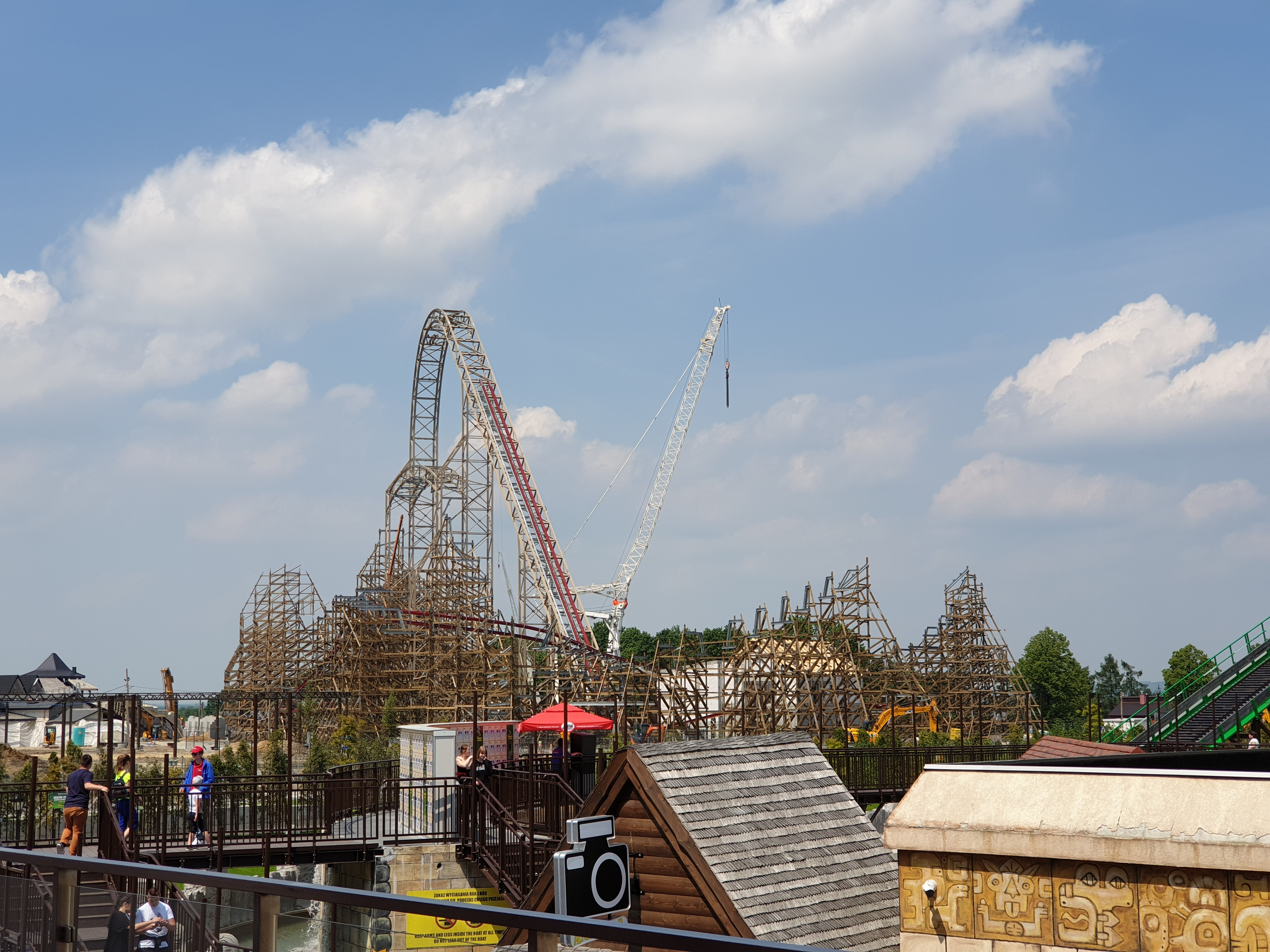
Zadra in costruzione a maggio 2019

Nel dicembre 2018 furono erette le prime strutture di supporto in legno di Zadra. Nella notte tra il 10 e l'11 marzo 2019, parte della struttura, ancora in costruzione, fu danneggiata da forti venti. Tuttavia ciò non ha influito sulla data di apertura dell'attrazione. Zadra avrebbe dovuto essere inaugurata per la stagione 2020 del parco, ma ha aperto prima del previsto, precisamente il 22 agosto 2019.